# Cariberto di Hesbaye
Cariberto di Hesbaye (555 – 636) fu probabilmente un conte franco, vissuto nel VI secolo.
È considerato il più antico antenato conosciuto di Ugo Capeto, e quindi di molti altri monarchi europei, tra cui quelli di Francia e Spagna.

## Biografia
Cariberto è descritto come Charibert nobilis in Neustria negli Europäische Stammtafeln. Non sono disponibili altre informazioni oltre a quelle fornite dai suoi nipoti (come quelle, ad esempio, di Lamberto, vescovo di Lione), che lo descrivono come "di alto rango e degno di posizioni significative" all'interno del palazzo. 

## Famiglia e figli
Cariberto sposò Wulfgurd di Hesbaye di ascendenza sconosciuta, essi ebbero quattro figli: 
- Crodoberto I, vescovo di Tours
- Aldeberto, un monaco, forse dell'abbazia di Fontenelle
- Erleberto, signore di Quernes
- Una figlia di cui non è noto il nome.